# Болтар, Драган
Драган Болтар (хорв. Dragan Boltar; 18 марта 1913, Триест — 16 февраля 1988, Загреб) — хорватский архитектор, урбанист и университетский преподаватель.

## Биография
Драган Болтар родился 18 марта 1913 года в городе Триест. Начальную школу окончил в Любляне, после чего с семьёй переехал в Загреб, где после обучения в гимназии он поступил на Технический факультет Загребского университета. После получения в 1936 году диплома архитектора, Болтар работал частным архитектором, пока в 1940 году не занял пост главы технического отдела городской общины Шибеник. В 1944 году он присоединился к хорватскому антифашисткому движению, в рядах которого он несколько следующих лет создавал и реализовывал планы по восстановлению разрушенной мировой войной страны.
С 1946 по 1983 год Болтар занимал должность преподавателя на архитектурном факультете Загребского университета, совмещая работу на этой должности с руководством кафедры и института урбанистики. В 1938 году совместно с Владимиром Туриной, Драган Болтар подготовил проект олимпийского стадиона для югославской столицы, однако из-за Второй мировой войны XIV Летние Олимпийские игры были перенесены в Лондон, а от проекта Болтара и Турины было решено отказаться. Этот нереализованный проект пополнил архртектурное портфолио Болтара, состоявшее на тот момент из пяти административных зданий, возведённых в Югославии в 1930-е годы. В последующие годы помимо новых архитектурных работ, Болтар стал автором нескольких урбанистических проектов, среди которых были генеральные планы городов Задар, Никшич и Шибеник, а также центральных кварталов Чачака и Славонски-Брода.
В 1957 году Болтар, опираясь на опыт полученный при составлении генерального плана города Шибеник, защитил диссертацию по теме урбанистики, за которую получил звание хабилитированного доктора наук. В 1986 году Болтар за прижизненные заслуги был награждён премией Владимира Назора.